# فرط القراءة

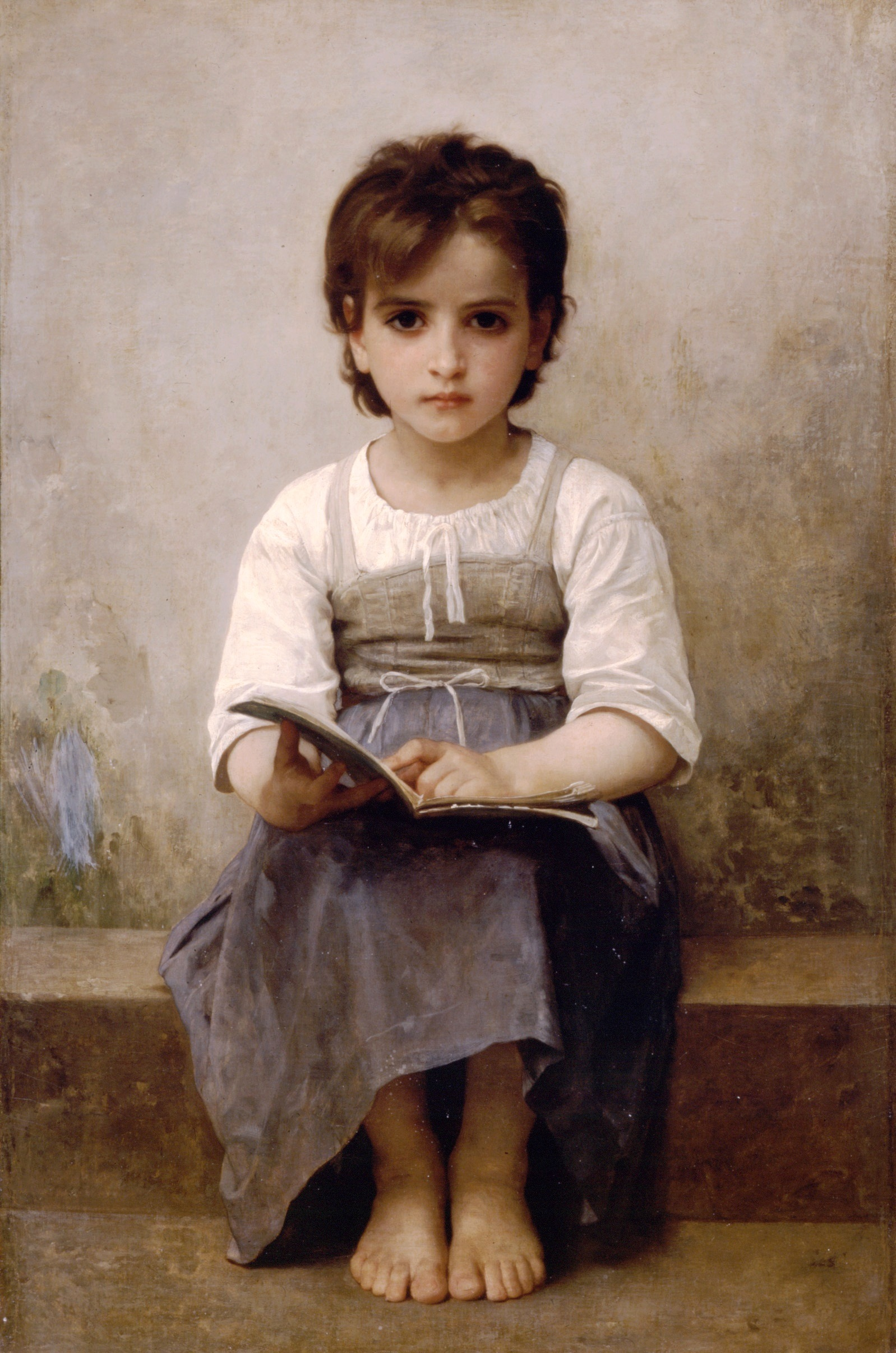
ويليام بوغيرو, The Difficult Lesson (1884)

فرط القراءة (بالإنجليزية: Hyperlexia)‏ هو القدرة على قراءة الكلمات في وقت مبكر بدون الحاجة إلى فترة تدريب في تعلم القراءة عادة قبل سن الخامسة. وقد أشارا على أن الأطفال الذين لديهم فرط القراءة يملكون القدرة على فك الكلمات أعلى بكثير من مستويات فهمهم. في البداية حُدد من قبل سيلبيربيرج وسيلبيربيرج (1967).
أطفال فرط القراءة يتميزون بنسبة ذكاء متوسطة أو فوق المتوسطة والقدرة على قراءة الكلمات التي أعلى من مستواهم المتوقع.أولاً سُميت ووُصِفت علمياً في 1967م، ممكن ان يُنظر إليها على انها قدرة خارقة على التعرف على الكلمة بأن تتعدى مستوى المهارة المتوقعة. ولكن بعض الذين لديهم فرط القراءة يعانون من مشاكل في فهم الحديث. بعض الخبراء يعتقدون أن أغلب الأطفال مفرطين القراءة لهم صلة بمرض التوحد. ولكن دارولد تريفيرت Darold Treffert يقترح أن فرط القراءة لها أنواع فرعية وهي فقط تلك التي تتداخل مع التوحد. بين نسبة 5 إلى 10 من أطفال التوحد قُدٍروا على أن لديهم فرط قراءة.
الأطفال مفرطين القراءة يكونون غالباً مفتونين بالحروف والأرقام. وهم جيدون إلى أبعد الحدود في تفكيك اللغة وبالتالي يصبحون قُراء في وقت مبكر جداً.
بعض الأطفال يتعلمون كيفية تهجي بعض الكلمات الطويلة (مثل فيل بالإنجليزية) قبل سن الثانية ويتعلمون كيفية قراءة جملة كاملة قل إكمالهم سن الثالثة. دراسة بواسطة الرنين المغناطيسي الوظيفيتصوير بالرنين المغناطيسي الوظيفي على طفل أظهرت أن فرط القراءة من الممكن أن يكون عصبياً (عكس عسر القراءة).

## التطوير
بالرغم من أن أطفال مفرطين القراءة لديهم قدرة مبكرة على القراءة إلا أنهم يعانون من التواصل. غالباً، الأطفال لديهم قدرة على القراءة مبكراً ولكنهم يتعلمون التحدث عن طريق تكرار مجهد وعن ظهر غيب، وغالباً لديهم بعض الصعوبات في تعلم قواعد اللغة من خلال الأمثلة أو من خلال التجربة والأخطاء. لغتهم ممكن ان تتحسن باستخدام اللفظ الصدوي، وغالباً بتكرار الكلمات والجمل. الطفل غالباً لديه كمية وافرة من المصطلحات ويتسطيع تحديد الصور والأجسام، ولكن لا يتسطيع ان يستخدم هذه المهارة في لغته استخدام جيد. اللغة العفوية ضعيفة وحديثهم النفعي متأخر. أطفال مفرطين القراءة اللذين بين سن الرابعة والخامسة غالباً لديهم صعوبات في الأسئلة المتعلقة ب من؟ ماذا؟ أين؟ لماذ؟وكيف؟ وغالباً يحققون خطوات رائعة في التواصل.
و المهارات الاجتماعية للطفل غالباً متخلفة جداً. مفرطي القراءة غالباً لديهم اهتمام أقل باللعب مقارنة بالاطفال الطبيعيين الذين بأعمارهم.
أنواع فرط القراءة
في ورقة واحدة، اقترح دارولد تريفيت ثلاثة أنواع من فرط القراءة. على وجه التحديد.
- النوع الأول: أطفال النوع العصبي وهم القراء المبكرين جداً.
- النوع الثاني: أطفال التوحد الذين تظهر عليهم القراءة المبكرة على أنها مهارة منشقّة.
- النوع الثالث: القراء المبكرون جداً الذين هم ليسوا على طيف التوحد حتى وإن كان لهم بعض صفات وسلوكيات التوحد ولكنها تتلاشى كلما كبر الطفل في السن.

في بحث مختلف اقترحت ريبيكا ويليامسون براون فقط نوعين من فرط القراءة وهما:
- النوع الأول: فرط القراءة المصاحب لاضطراب اللغة
- النوع الثاني: فرط القراءة المصاحب لاضطراب الحركي البصري المكاني.

## الإكتساب
بالرغم من انه ارتبط بالتوحد، ولكنه قد ظهر على امرأة كبيرة في التاسعة والستين من عمرها بسبب احتشاء دماغي في القشرة الحزامية الأمامية اليسرى والجسم الثفني.